# Tyler (Texas)
Tyler è un comune (city) degli Stati Uniti d'America e capoluogo della contea di Smith nello Stato del Texas. La popolazione era di 96.900 abitanti al censimento del 2010. Tyler è la città principale dell'area metropolitana di Tyler, che nel 2010 aveva una popolazione di 209.714 abitanti, ed è il centro regionale dell'area statistica combinata di Tyler-Jacksonville, che nel 2010 aveva una popolazione di 260.559 abitanti. Si trova 100 miglia (160 km) a est-sud-est di Dallas. Tyler è stato a lungo il principale centro economico, educativo, finanziario, medico e culturale della contea di Smith.

## Geografia fisica
Secondo lo United States Census Bureau, la città ha una superficie totale di 140,86 km², dei quali 139,49 km² di territorio e 1,37 km² di acque interne (0,97% del totale).

## Società

### Evoluzione demografica
Secondo il censimento del 2010, la popolazione era di 96.900 abitanti.

### Etnie e minoranze straniere
Secondo il censimento del 2010, la composizione etnica della città era formata dal 60,51% di bianchi, il 24,75% di afroamericani, lo 0,51% di nativi americani, l'1,9% di asiatici, lo 0,03% di oceanici, il 10,26% di altre etnie, e il 2,04% di due o più etnie. Ispanici o latinos erano il 21,17% della popolazione.